# 靳晋
靳晋（？—），男，中华人民共和国政治人物，曾任北京市政协副主席，中国致公党北京市委员会主任委员，第八、九届全国政协委员。